# Hydrocotyle setulosa
Hydrocotyle setulosa är en växtart i släktet Hydrocotyle och familjen araliaväxter.
Arten är en geofyt som förekommer på Taiwan. Den beskrevs av Bunzo Hayata 1908.